# 四つ橋筋
四つ橋筋（よつばしすじ）は、大阪市の都心部を南北に走る都市幹線道路の愛称である。正式名称は、大阪市道南北線（おおさかしどうなんぼくせん）。なお、「四ツ橋筋」は誤りである。

## 概要
西横堀川と長堀川（ともに埋立。現：阪神高速1号環状線北行きと長堀通）の交点に「口」の字状に架かっていた四つの橋が「四ツ橋」と呼ばれ、そのすぐ西側を走ることに由来する。
大阪市浪速区の元町2交差点から、西区の堀江・下船場を縦断して、北区の大阪駅前西交差点に至る、全長約4.3キロメートル (km)の南北幹線道路。地下にはOsaka Metro四つ橋線が通っている。
全線北行き一方通行となり、国道25号・国道26号・国道165号本線の御堂筋が梅田新道交差点（国道1号・国道2号交点）以南で南行き一方通行となるため、同線の元町2交差点以南から国道2号（曽根崎通）方面への迂回路となっている。
平均的に5車線であるが、両側1車線は有料駐車スペースとなっているため、おおむね走行に使用できるのは中央3車線である。
同じ北行き一方通行である堺筋と並び渋滞の多い道路である。主に肥後橋交差点（土佐堀通交点）や桜橋交差点（曽根崎通交点）を先頭にした渋滞がよく発生する。

## 歴史
1908年（明治41年）に、大阪市電南北線の敷設に伴い深里橋南詰（阪神高速1号環状線湊町入口）以北の区間が竣工。西流する幾筋もの堀川を縦断する必要があり、敷設に際して道頓堀川に深里橋、堀江川に浪速江橋、長堀川に西長堀橋、立売堀川に阿古島橋、阿波堀川に靱橋、京町堀川に伏見橋、江戸堀川に江戸橋が架橋された。なお、深里橋南詰以南の大阪市電南北線は、恵美須町駅から堺筋となんさん通りを経て南海難波駅前に至り、難波入堀川（埋立。現：阪神高速1号環状線北行き）に架かる叶橋（現：難波西口交差点）を西へ渡って西岸を北上する経路だった。
難波と梅田を結んだ最初の南北幹線であったが、堀江・下船場経由であり、当初の道幅も渡辺橋以南が8間（約14.4メートル〈m〉）、以北が12間（約21.6 m）と現在よりも狭かった。のちに1921年（大正10年）発表の大阪市第1次都市計画事業によって、肥後橋以南が13間（約23.4 m）、以北が16間（約28.8 m）に拡幅されたが、同時進行にあった島之内・船場経由で24間幅の御堂筋が誕生すると、難波 - 梅田間の最重要幹線としての地位は御堂筋に移行した。
1916年（大正5年）には、大阪市電難波木津線の敷設に伴い現在の大阪市立難波元町小学校前以南の区間が竣工。市電の南北線と難波木津線は、難波入堀川に架かる千日前通の橋であった賑橋（現：阪神高速湊町ジャンクション）西詰にあった賑橋駅で接続していた。
1963年（昭和38年）に大阪市電南北線・難波木津線が廃止され、1965年（昭和40年）には、難波元町小学校前 - 深里橋南詰の区間が地下鉄難波元町駅（現：難波駅四つ橋線ホーム）設置に伴い竣工。1970年（昭和45年）に全線北行き一方通行となった。

## 沿線情報
浪速区
- 大阪府立体育会館
- 大阪市立難波元町小学校
- 大阪シティエアターミナル (OCAT)
- 湊町リバープレイス
  - なんばHatch
- 難波・ミナミ

西区
- 深里橋 - 道頓堀
- 堀江・立花通
- アメリカ村
- クリスタ長堀
- オリックス劇場（旧：大阪厚生年金会館）
- 靭公園
- 大阪科学技術センター
  - 大阪科学技術館
- D'グラフォート大阪N.Y.タワーHIGOBASHI
- 肥後橋商店街
- 大同生命保険本社ビル

北区
- 中之島
  - 朝日新聞ビル（1968年から2013年）

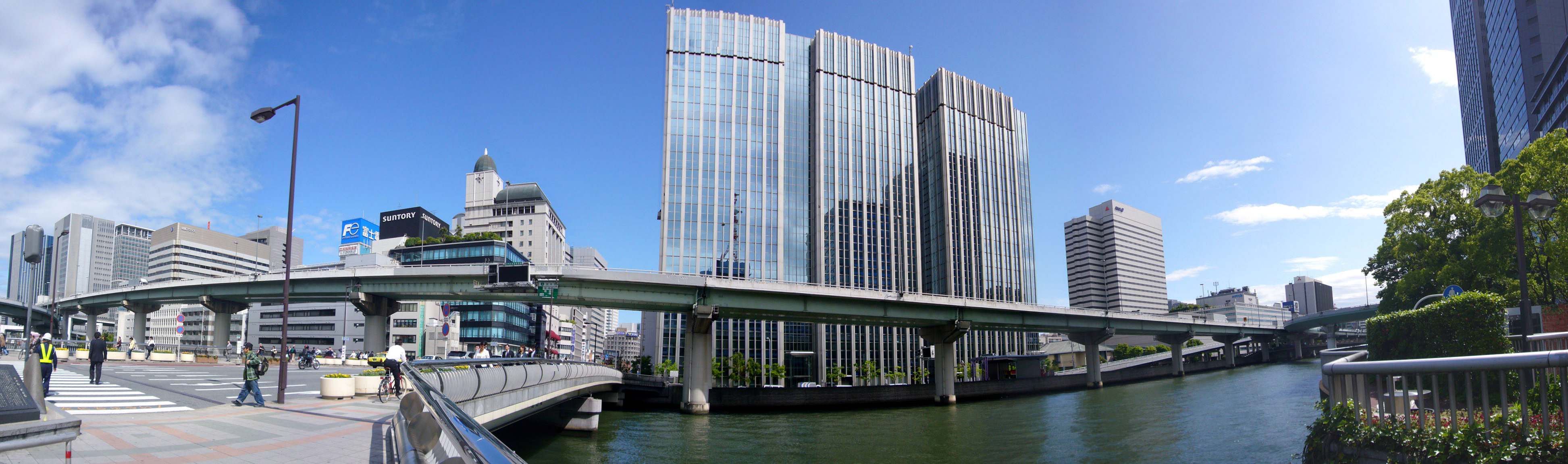
堂島川に架かる渡辺橋の東南袂より

  - 中之島フェスティバルタワー
  - 大阪市立科学館
- サントリー本社ビル
- 堂島アバンザ
  - ジュンク堂書店
- ドージマ地下センター
- 北新地
- ヒルトン大阪
- ハービスOSAKA
- 大阪駅

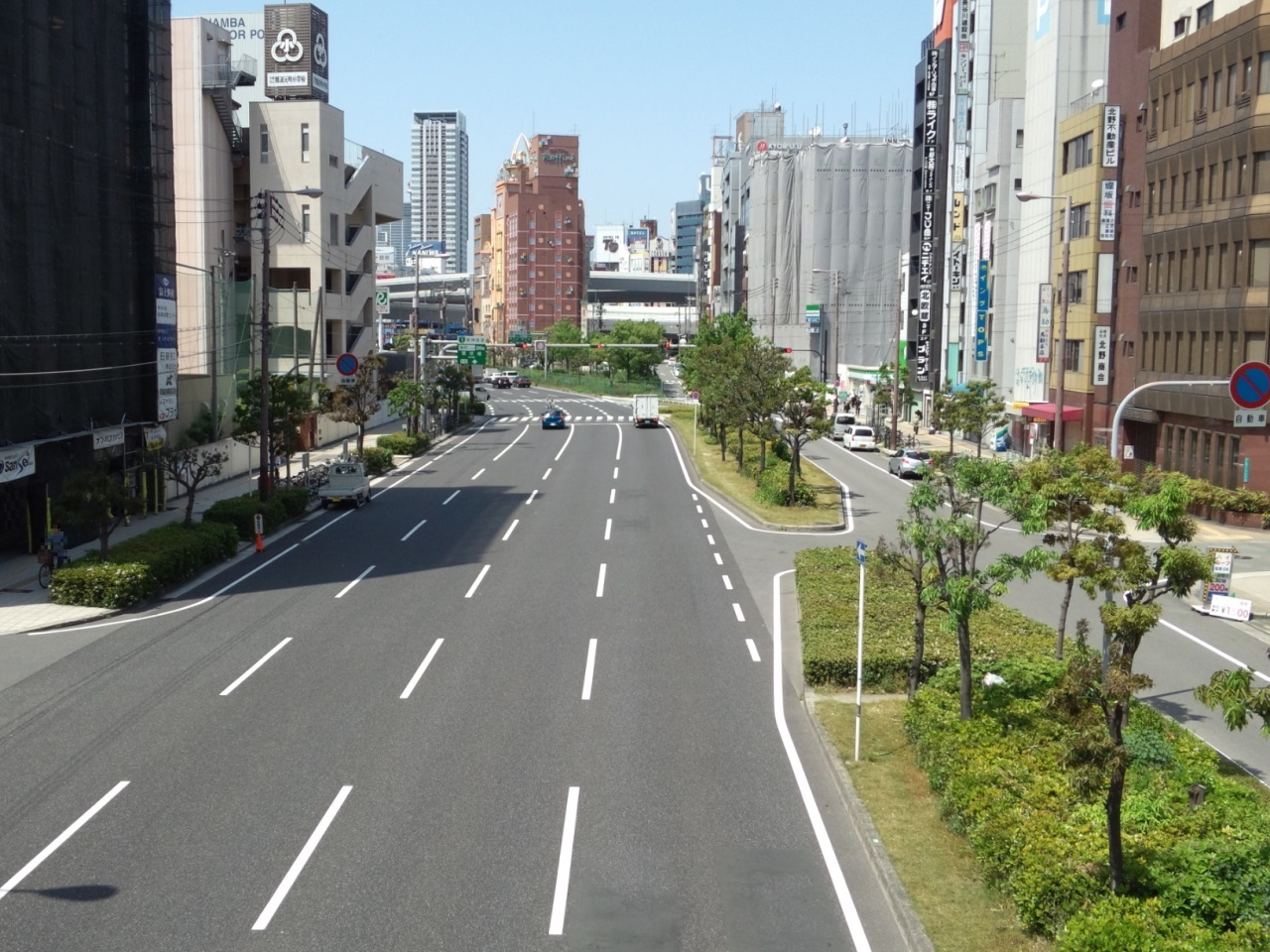
起点の元町二交差点付近
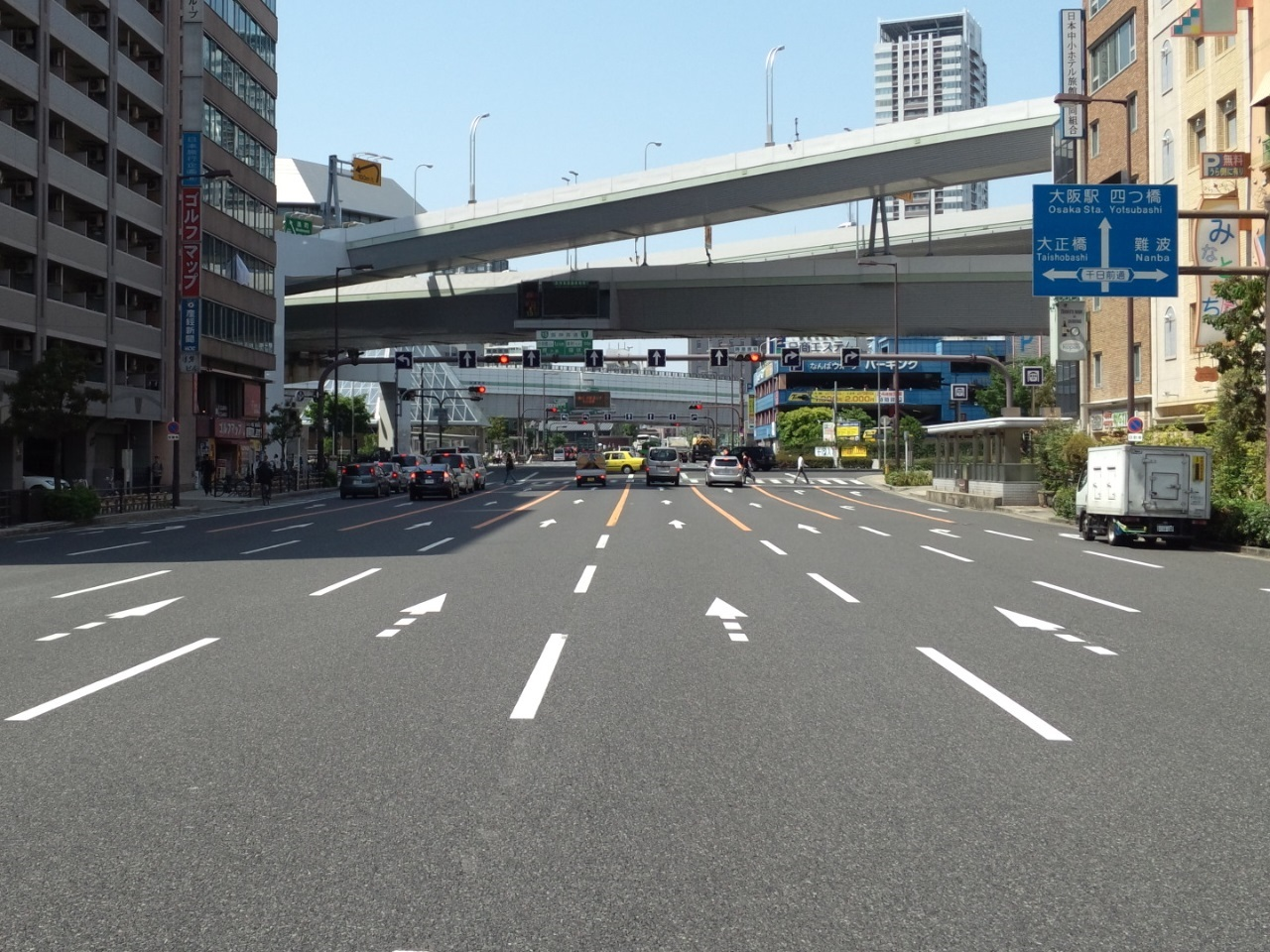
湊町南交差点（千日前通交点）
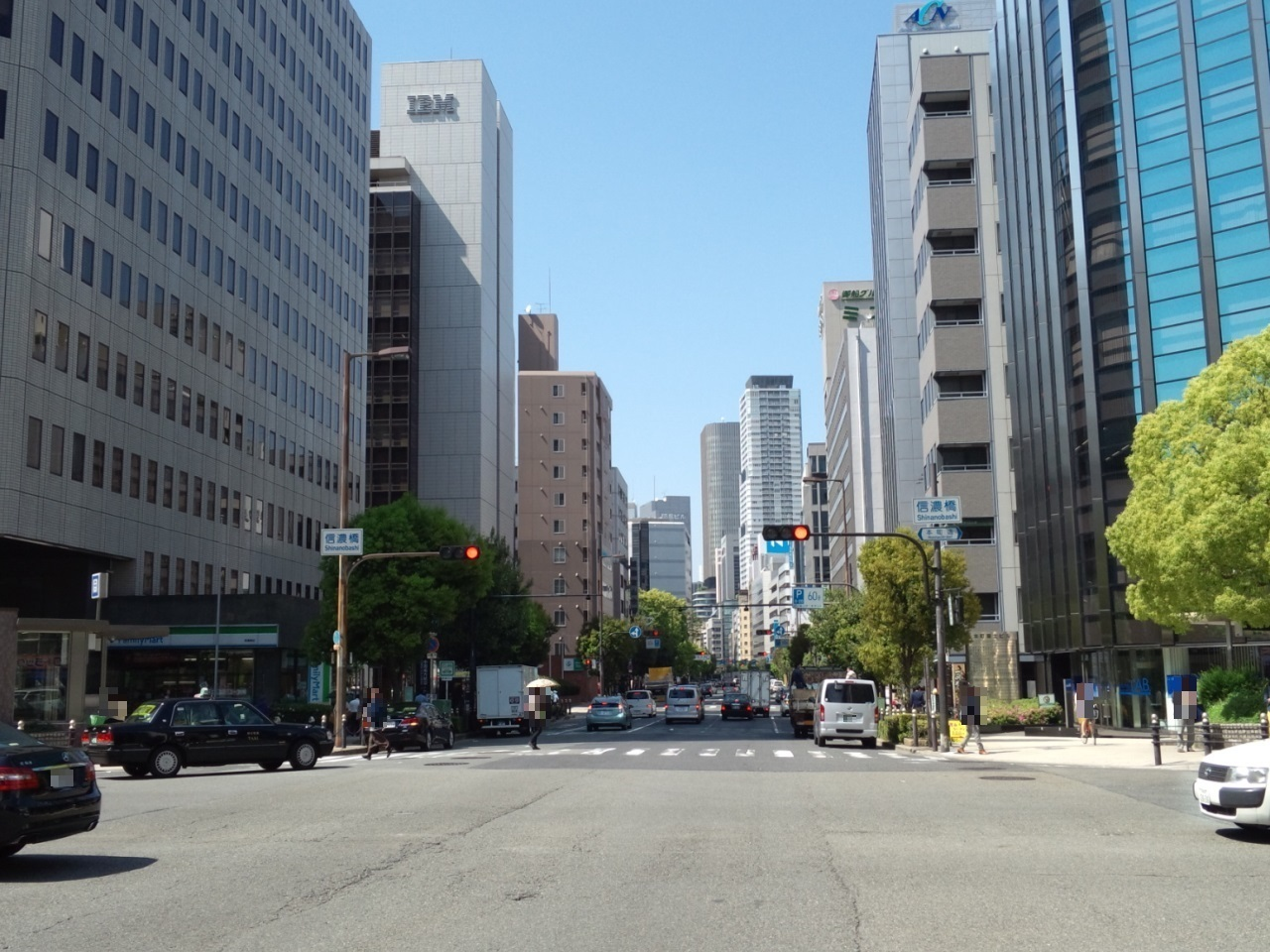
信濃橋交差点（本町通交点）
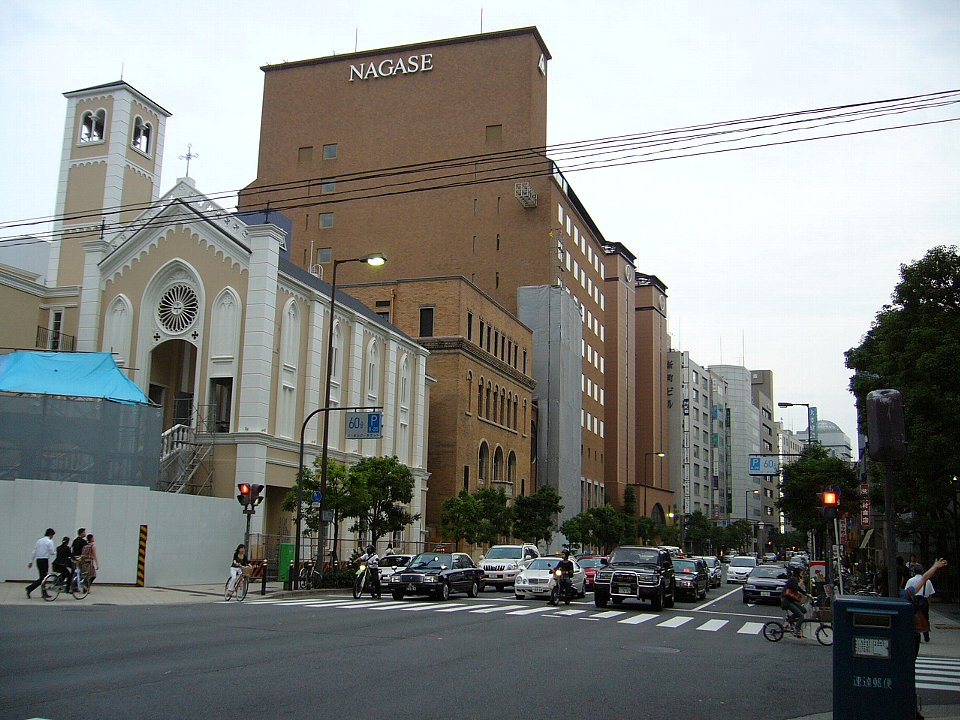
立売堀一付近
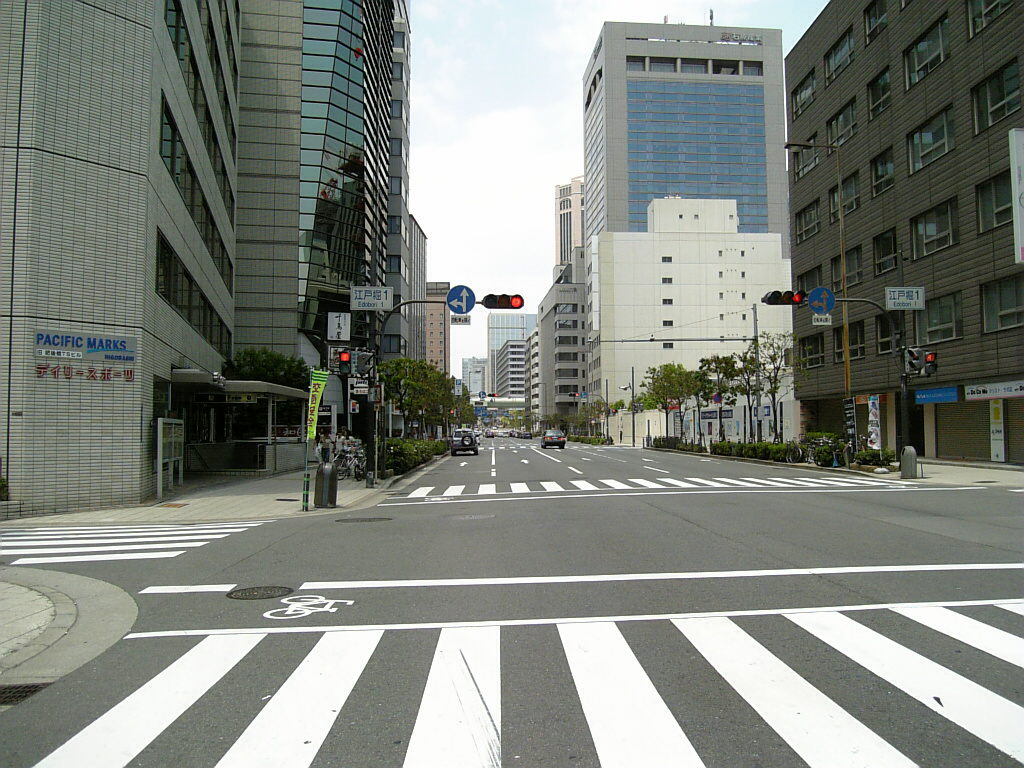
江戸堀一付近
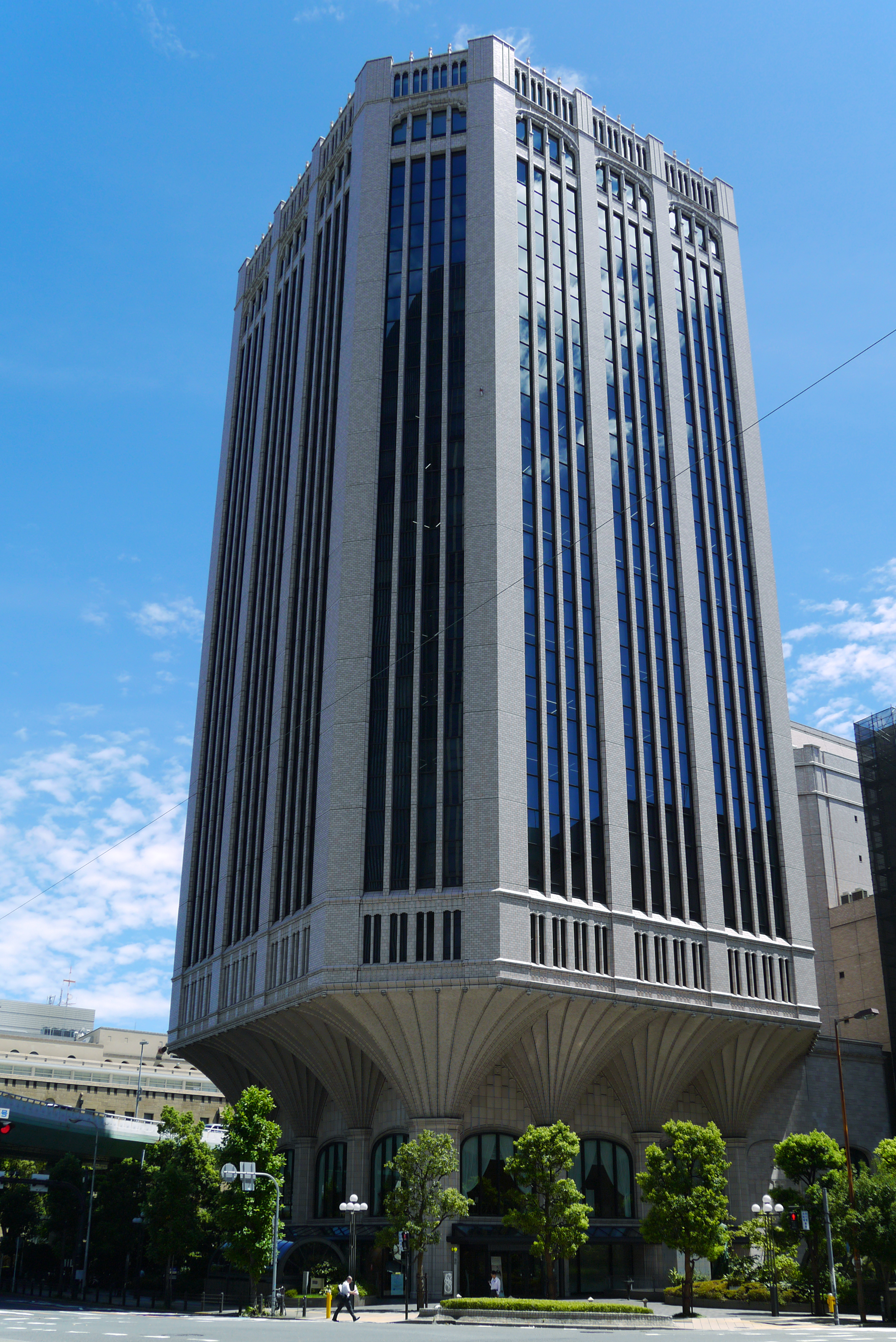
大同生命保険本社ビル
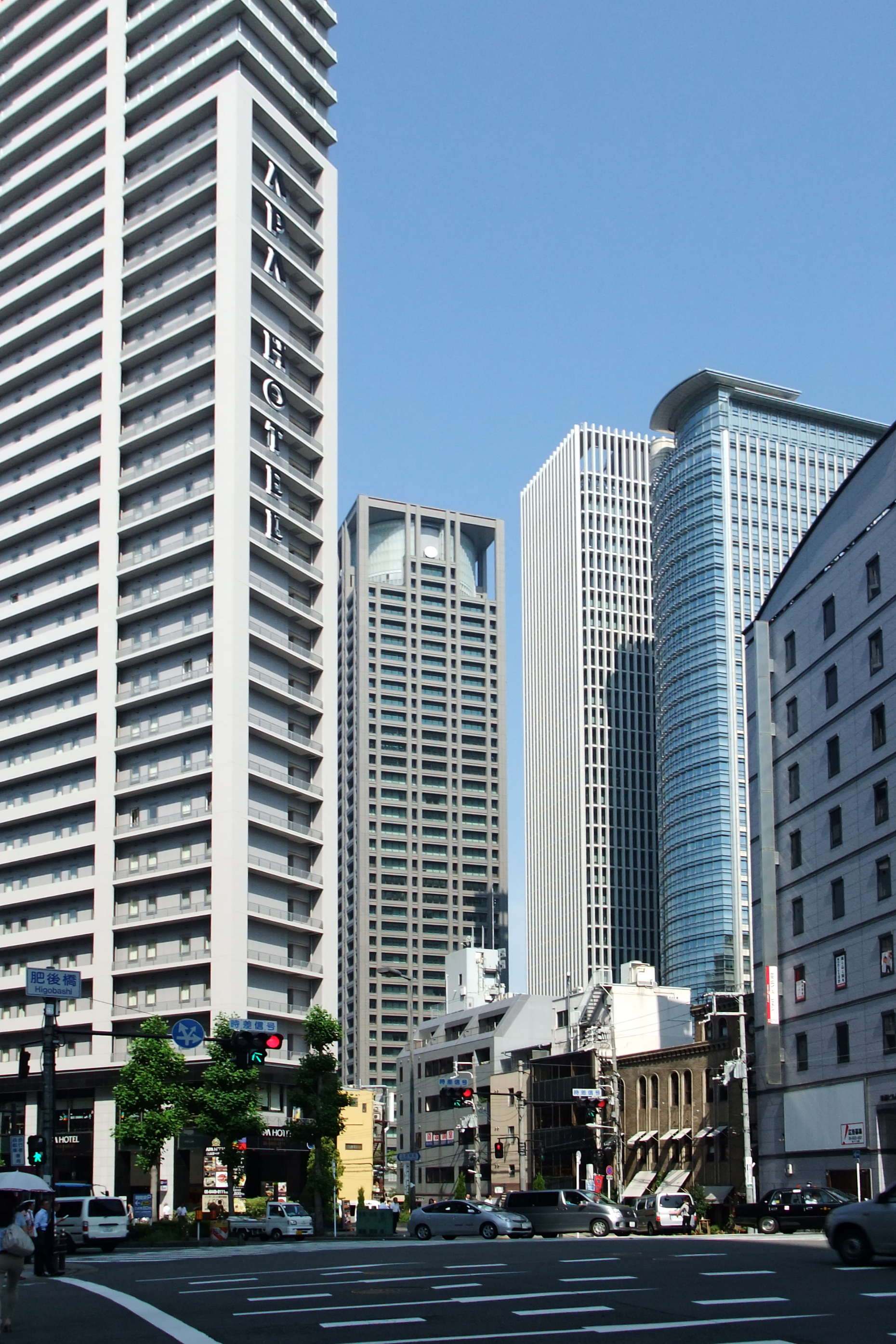
肥後橋交差点（土佐堀通交点）
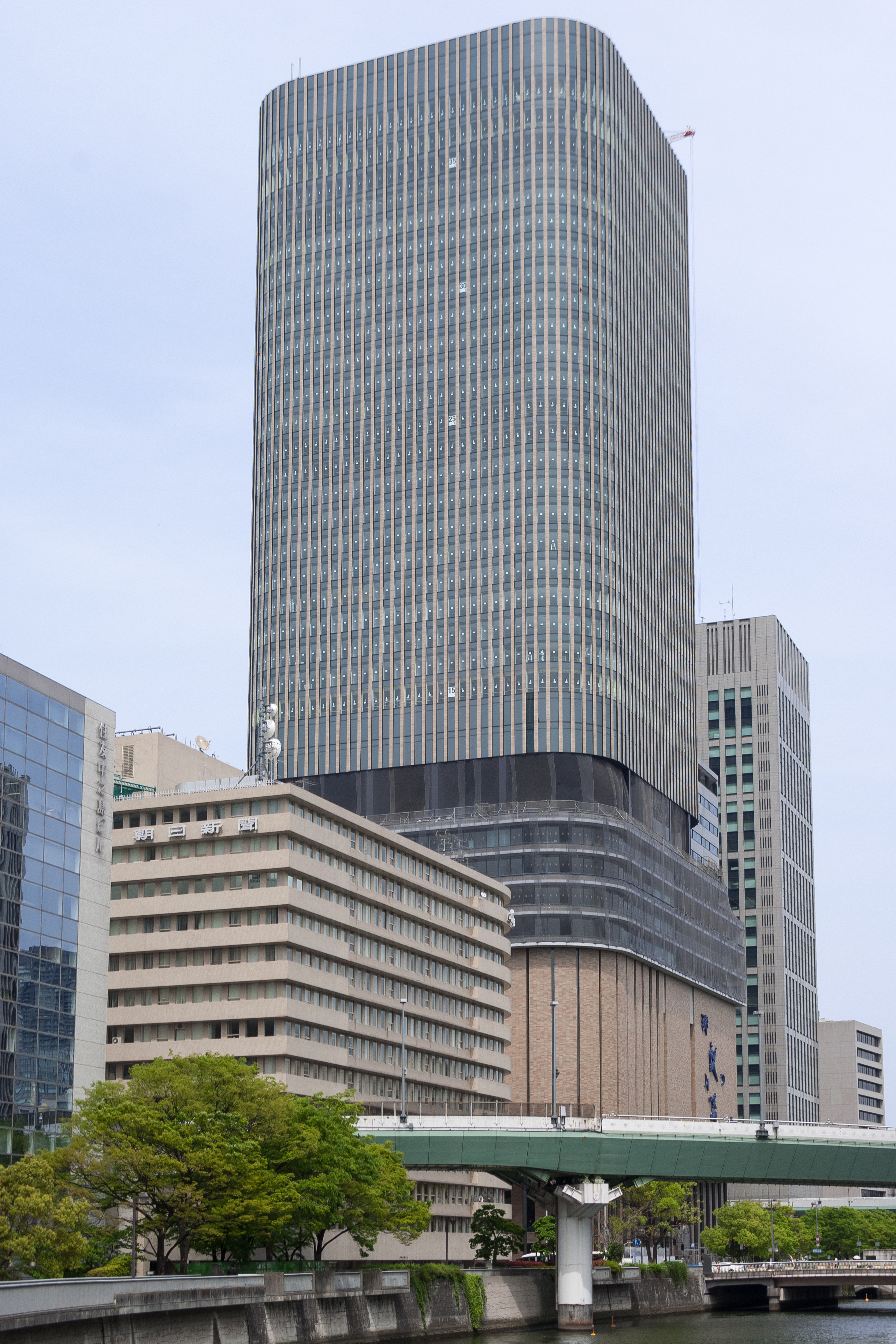
中之島フェスティバルタワー
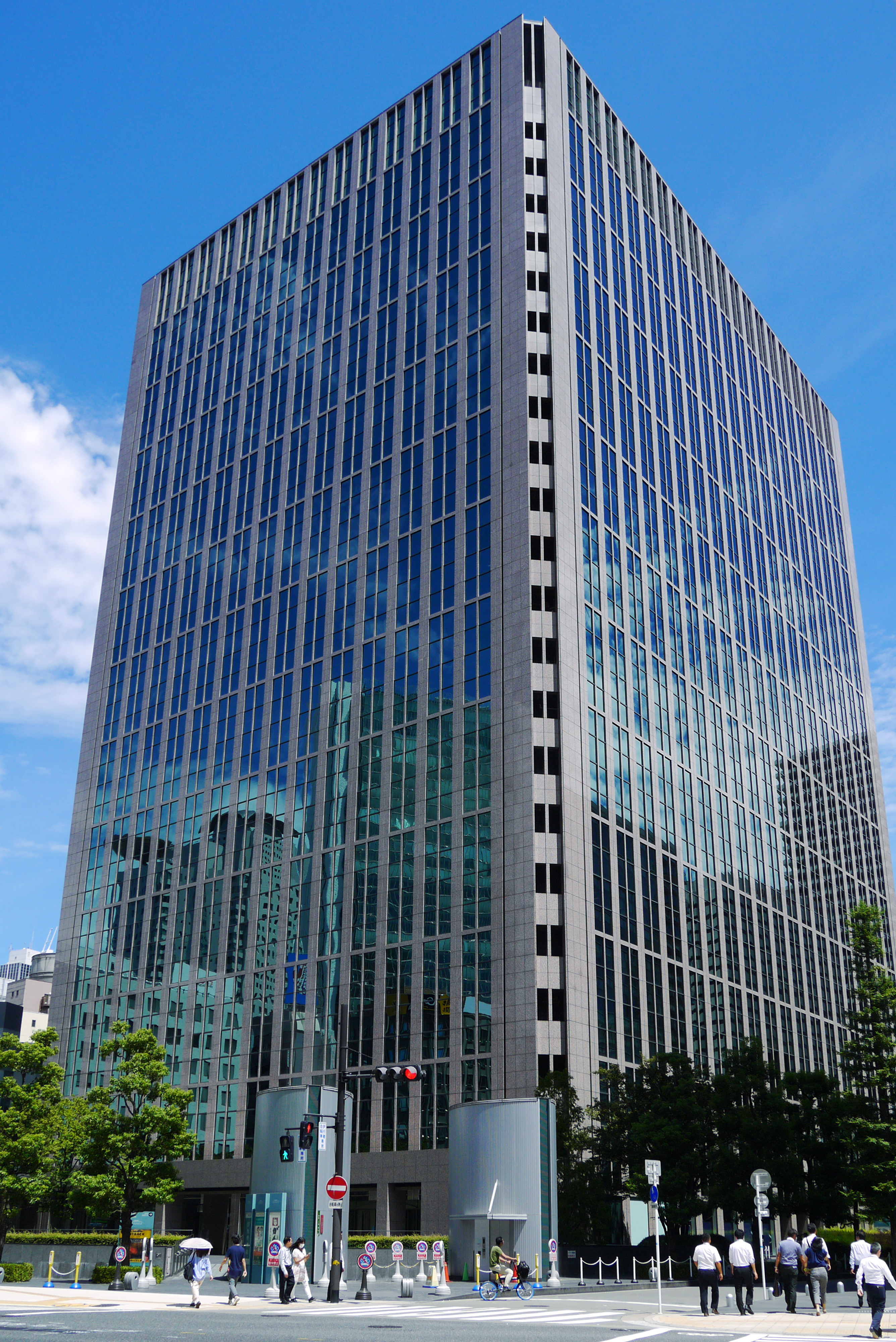
堂島アバンザ
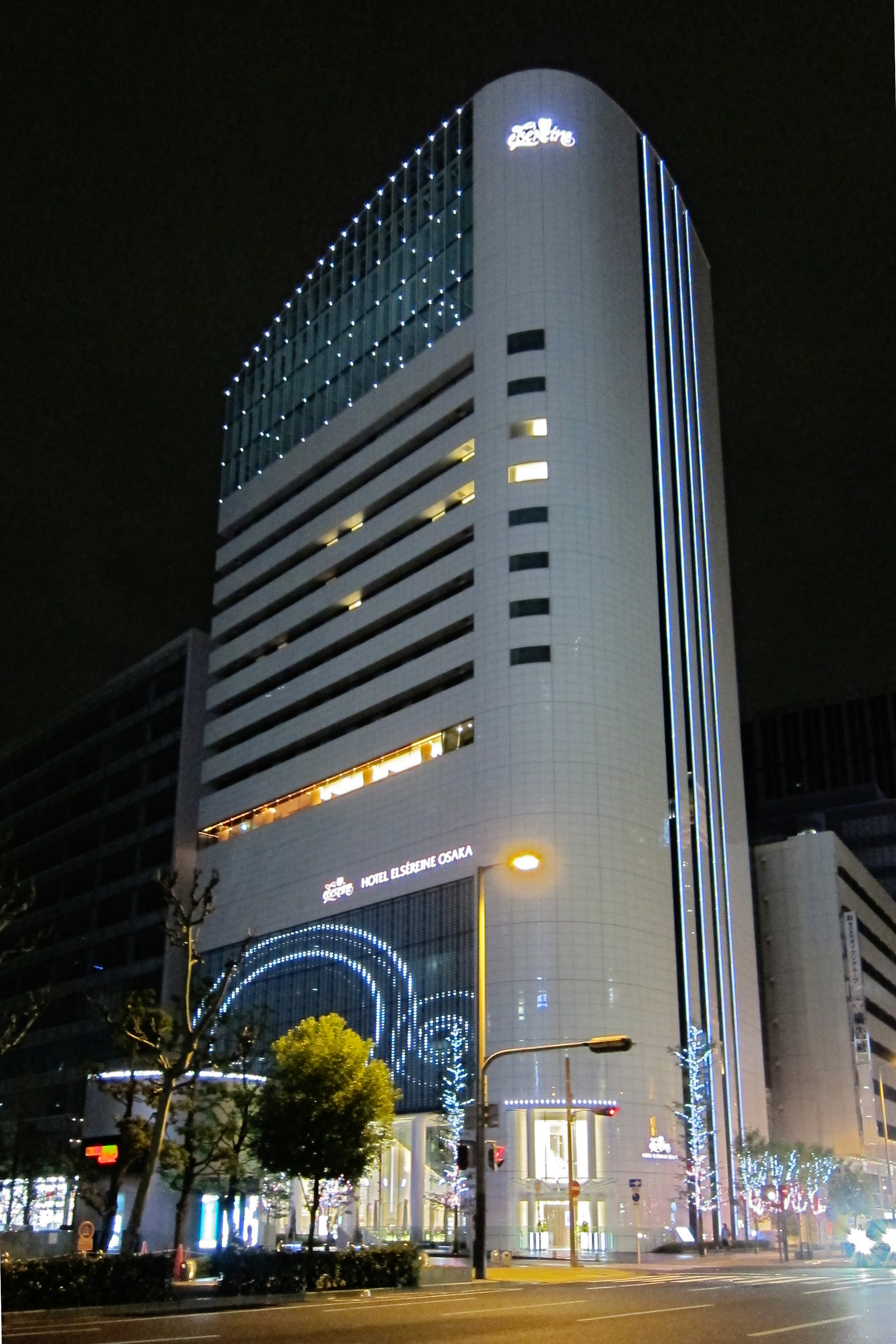
ホテル・エルセラーン大阪
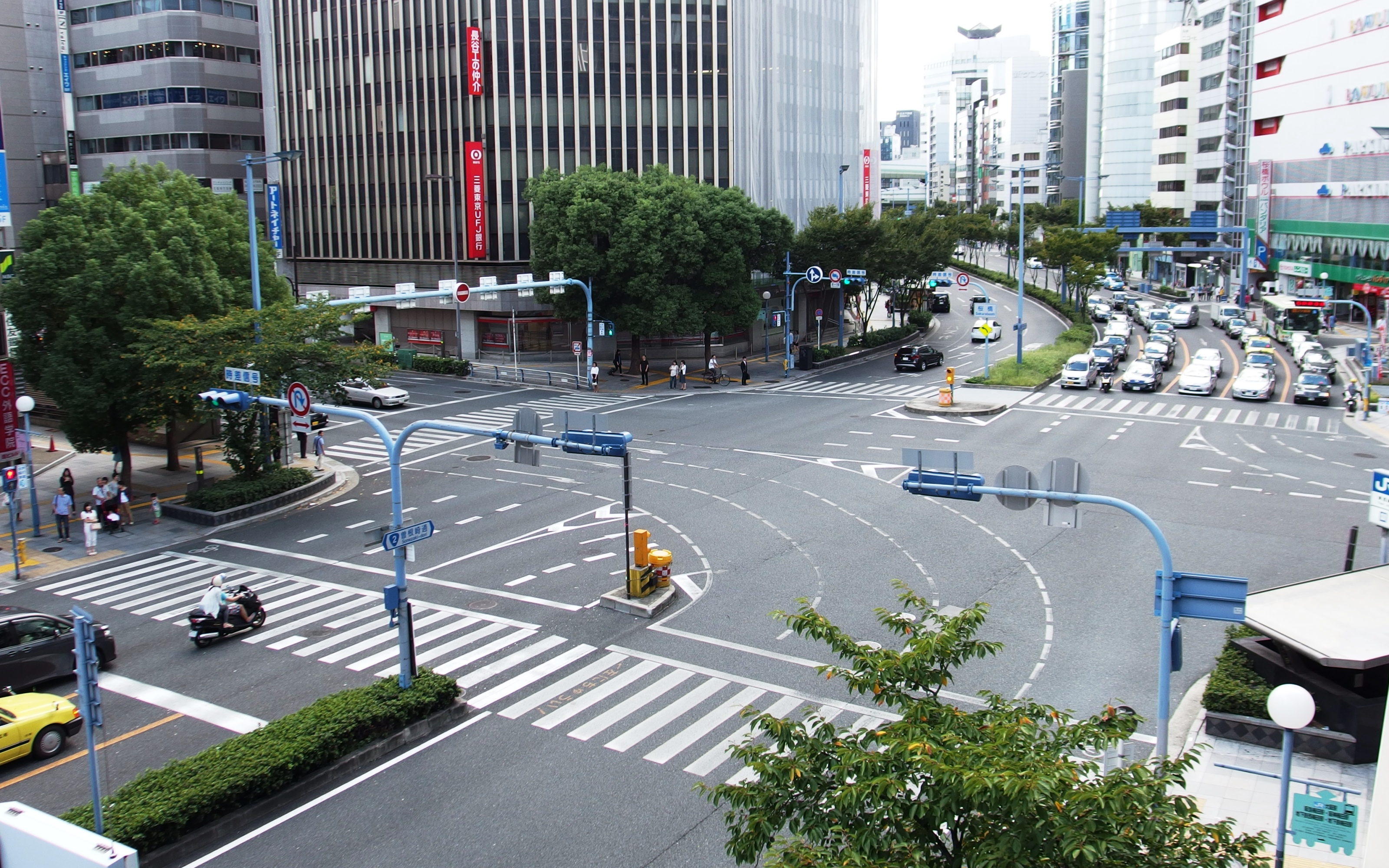
桜橋交差点（曽根崎通交点）
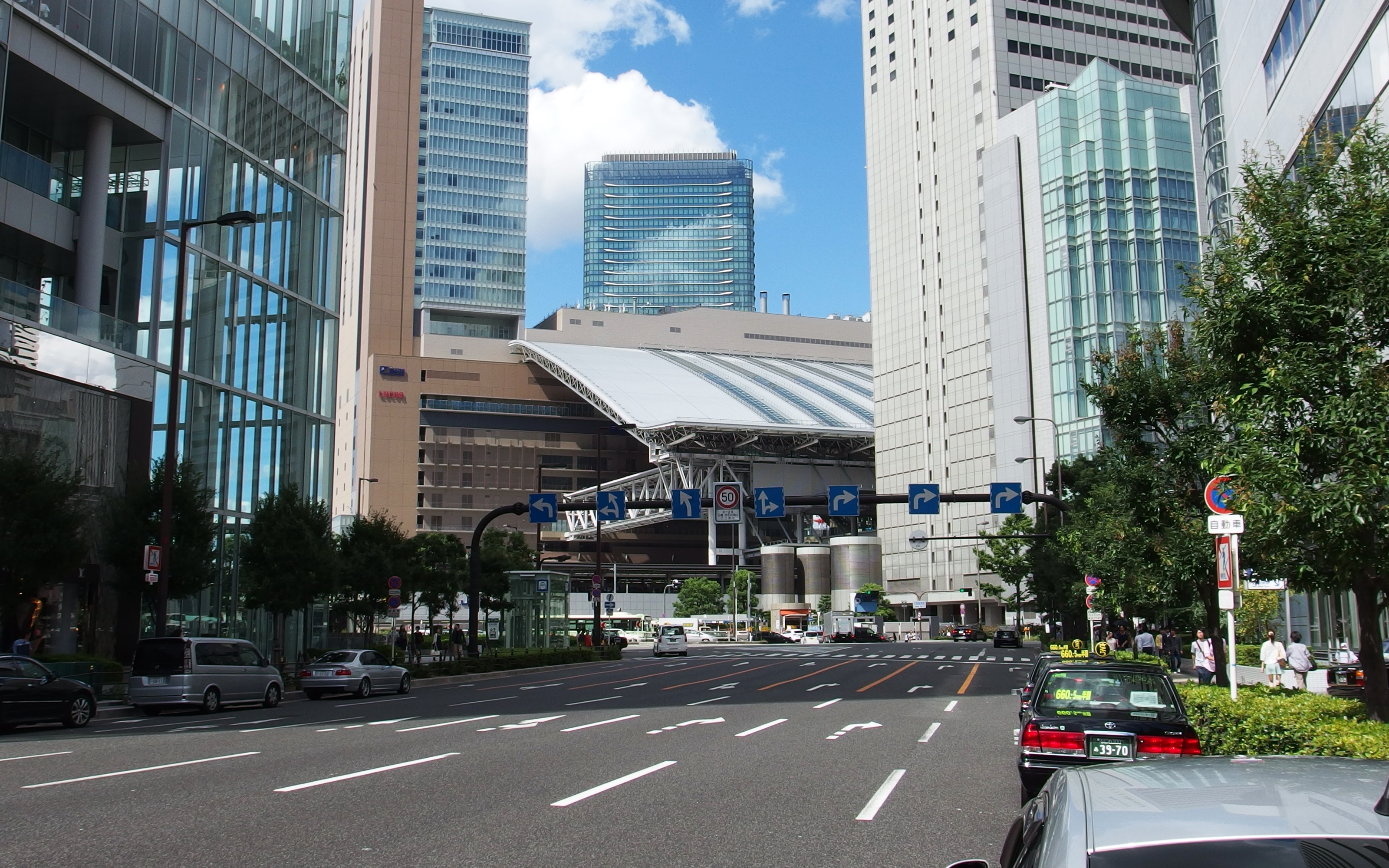
終点の大阪駅前西交差点

## 接続する主な道路
| 接続する道路 （北）西← 市道南北線 →東（南）    | 接続する道路 （北）西← 市道南北線 →東（南） | 交差点・ランプ | 交差点・ランプ | 愛称     |
| ---------------------------------------------- | ------------------------------------------- | -------------- | -------------- | -------- |
| 扇町通 市道扇町公園南通線 （扇町方面）         |                                             |                |                |          |
| 都島通 市道大阪環状線                          | 御堂筋 都市計画道路大阪駅前線               | 阪急前         | 北区           | 扇町通   |
| 国道176号                                      | 御堂筋 国道176号                            | 阪神前         | 北区           | 扇町通   |
| N/A                                            | 都市計画道路大阪駅前線                      | 大阪駅前       | 北区           | 扇町通   |
| 市道西梅田線                                   | 市道南北線                                  | 大阪駅前西     | 北区           | 四つ橋筋 |
| 曽根崎通 国道2号                               | 曽根崎通 国道2号                            | 桜橋           | 北区           | 四つ橋筋 |
|                                                | 阪神高速1号環状線                           | 堂島入口       | 北区           | 四つ橋筋 |
| 中之島通                                       | 中之島通                                    | 渡辺橋南詰     | 北区           | 四つ橋筋 |
| 土佐堀通 市道江戸堀線                          | 土佐堀通 市道江戸堀線                       | 肥後橋         | 西区           | 四つ橋筋 |
| 本町通 国道172号                               | 本町通 国道172号                            | 信濃橋         | 西区           | 四つ橋筋 |
| 中央大通 市道築港深江線                        | 中央大通 市道築港深江線                     | 西本町         | 西区           | 四つ橋筋 |
| 阪神高速16号大阪港線 阿波座出入口              | 中央大通 市道築港深江線                     | 西本町         | 西区           | 四つ橋筋 |
| 長堀通 府道173号大阪八尾線                     | 長堀通 府道173号大阪八尾線                  | 四ツ橋         | 西区           | 四つ橋筋 |
| 阪神高速1号環状線                              | N/A                                         | 湊町出入口     | 浪速区         | 四つ橋筋 |
| 千日前通 市道難波境川線                        | 千日前通 市道難波境川線                     | 湊町南         | 浪速区         | 四つ橋筋 |
| 市道浪速鶴町線 （ 大浪通 方面）                | 都市計画道路立葉元町線 （日本橋3方面）      | 元町2          | 浪速区         | 四つ橋筋 |
| 国道25号（重複=国道26号・国道165号、大国方面） |                                             |                |                |          |